# アウトストラーダ A21
アウトストラーダ A21は、パダーナ平原を通り、ピアチェンツァを経由してトリノとブレシアを接続するイタリアのアウトストラーダである。トリノからエミリア＝ロマーニャ州の都市の区間はSIASグループのSATAPが管理し、そこからブレシアまではSIASグループのパダーナ道路会社が管理している。

## 歴史
トリノからピアチェンツァまでの区間はSATAPにより造られた。SATAPは、トリノ県が主導し、トリノ県、トリノ市、銀行等が出資して1960年7月に設立した高速道路の建設と運営を請け負う会社である。SATAPは1963年2月に建設を請け負い、その翌年に5年以上にわたる建設工事を開始した。このアウトストラーダは、1968年12月から1969年12月にかけて順次開通した。かかった費用は1,300億リラである。
サンテナからアスティ東までの区間は1968年12月31日に開通し、続いてポンテクローネからピアチェンツァ西までは、1969年3月29日に開通した。
フェリッツァーノ、アレッサンドリア西、アレッサンドリア東、トルトーナ出入口を含むアスティ東からポンテクローネまでの中間部は、1969年12月15日に、公共工事大臣のロレンツォ・ナターリの立ち合いもとで開通した。
1972年にA1と接続し、1973年にはピアチェンツァ-ブレシア区間と接続し、1987年にA7 ミラノ-ジェノヴァと接続した。
もう一方の区間については、1970年にチェントロパダーネが1970年に株式会社として設立さた。この会社は、ブレシアからピアチェンツァまでの区間とA21-A1接続路の建設と管理を担当した。2018年3月1日に、パダーナ道路会社がブレシアからピアチェンツァ区間とフィオレンツォーラ・ダルダ分岐路の管理を引き継いだ。

## 現在の状況

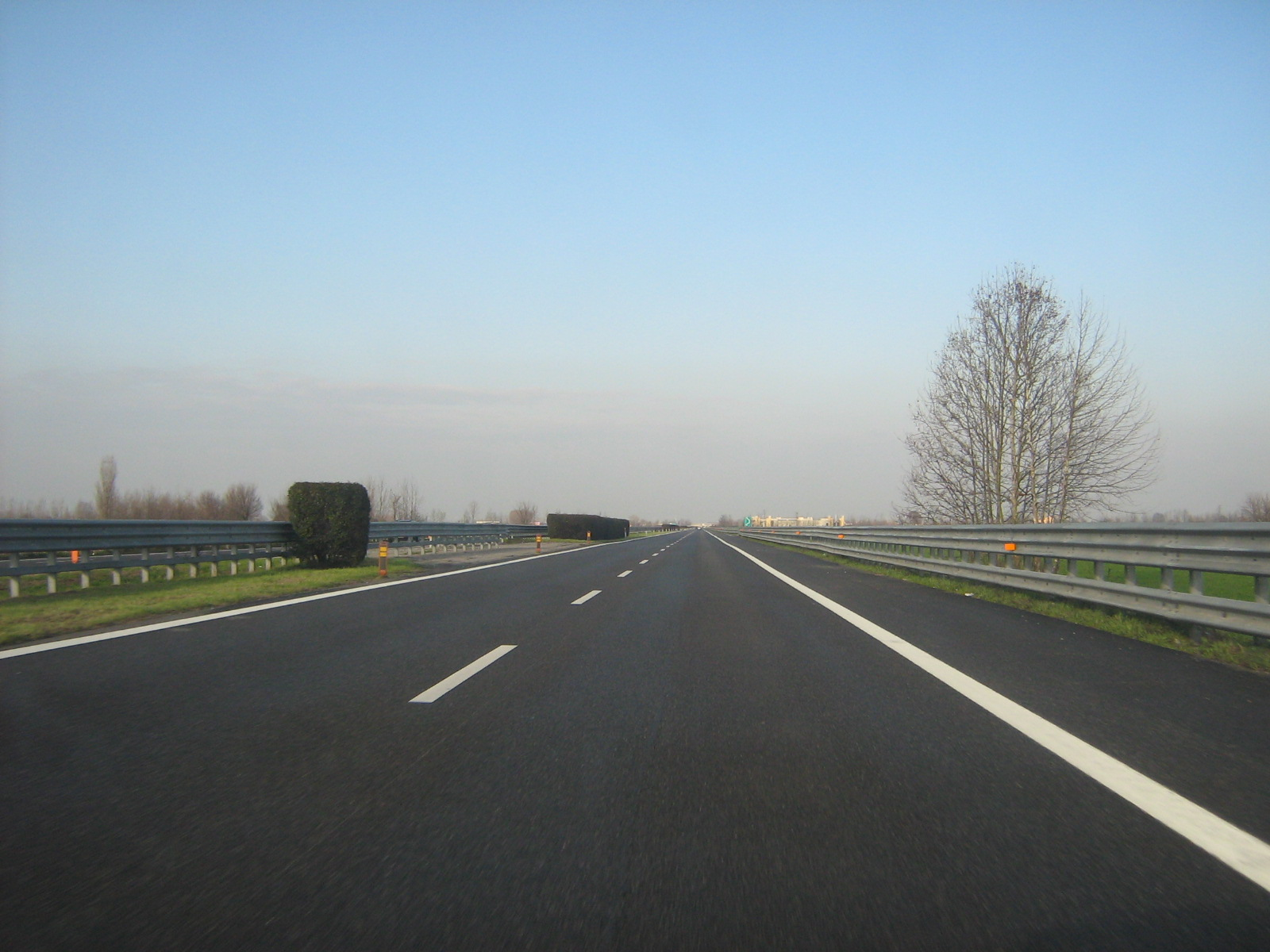
ピアチェンツァ-ブレシア区間のA21

アウトストラーダ A21は、アスティジャーノ、アレッサンドリーノ、オルトレポー・パヴェーゼ、ピアチェンティーノ、ブレシア近郊のフランチャコルタといったワイン生産で有名な地帯を通っているため、"アウトストラーダ・デイ・ヴィーニ"とも呼ばれている。この道路は、ほぼ全体が片側2車線および緊急車線の構成であるが、多くの部分は既に3車線化の準備ができており、ブレシア・チェントロとマネルビオの間およびサンテーナとヴィッラノーヴァ本線料金所の間は既に片側3車線および緊急車線の構成になっている。
ピアチェンツァ西本線料金所とピアチェンツァ東の間の区間のみは、ピアチェンツァ北環状線という都市高速道路区間とみなされ定額制料金であるが、1987年から2007年8月7日まではピアチェンツァの自治体が負担していた。したがって、ピアチェンツァ西出入口とピアチェンツァ東出入口の間の通行は無料だった。
しかし、A21とA1を直結するジャンクションが開通し、ピアチェンツァ西とラ・ヴィッラの本線料金所の廃止およびピアチェンツァ東出入口の閉鎖により、現在は有料になっている。ピアチェンツァ市は、管理会社であるSATAPとアウトストラーデ・イタリアと、ピアチェンツァの住民の車両(乗用車と二輪車)について、ピアチェンツァ西のプント・ブルーのサービスセンターで特別に有効化されたテレパス車載器が装備されている場合には、ピアチェンツァ南(A1)とピアチェンツァ西(A21)の出入口を無料で通過できることを合意している。
1996年12月27日に、このアウトストラーダは、オーバーパスからの投石に関する悲しいニュースで有名になった。フルラン兄弟(パオーロ、サンドロ、フランコ、ガブリエレ)、彼らのいとこのパオロ・ベルトッコ、ロベルト・シリンゴ、ベルトッコの彼女のロレダーナ・ヴェッツァーロ、がトルトーナ(AL)にあるカヴァッローザのオーバーパスからアウトストラーダを走行している車両に向けて石を投げたのである。その石のひとつが、マリア・レティツィア・ベルディーニにあたり致命傷を負わせた。31歳の彼女は5か月前に結婚したばかりの夫とともにパリに旅行に行く途中だった。この事故に端を発しイタリアのアウトストラーダにかかるすべてのオーバーパスに番号が付けられるようになった。
2018年1月2日にモンティローネ近郊ブレシア南出入口で6人が命を失う衝撃的な事故が発生した。フランス人の家族5人(うち2人は子供)を乗せた車にトラックが追突し、事故に巻き込まれた直前のタンクローリーが爆発した。
ブレシア県では、A21は、もうひとつの現在(および将来)の主要高速道路および州道であるA21Racc(A21高速接続路)とのジャンクションも持っている。

## 行程
| TORINO-PIACENZA-BRESCIA (TO-PC-BS) Autostrada dei Vini |                                                                                              |       |      |      |                |
| 種別                                                   | 方面                                                                                         | ↓km↓  | ↑km↑ | 地域 | 欧州自動車道路 |
|                                                        | Tangenziale Sud di Torino (Santena)                                                          | 0     |      | TO   |                |
|                                                        | Villanova                                                                                    | 11    |      | AT   |                |
|                                                        | Villanova本線料金所                                                                          | 11    |      | AT   |                |
|                                                        | "Villanova"サービスエリア                                                                    | 13    |      | AT   |                |
|                                                        | Asti ovest                                                                                   | 32    |      | AT   |                |
|                                                        | Asti est Cuneo                                                                               | 39    |      | AT   |                |
|                                                        | "Crocetta"サービスエリア                                                                     | 48    |      | AL   |                |
|                                                        | Felizzano - Quattordio                                                                       | 52    |      | AL   |                |
|                                                        | Genova - Gravellona Toce                                                                     | 65    |      | AL   |                |
|                                                        | Alessandria ovest                                                                            | 66    |      | AL   |                |
|                                                        | Alessandria est                                                                              | 76    |      | AL   |                |
|                                                        | Milano - Genova Tortona                                                                      | 87    |      | AL   |                |
|                                                        | "Tortona"サービスエリア                                                                      | 91.5  |      | AL   |                |
|                                                        | Voghera                                                                                      | 101.3 |      | PV   |                |
|                                                        | Casteggio - Casatisma                                                                        | 115   |      | PV   |                |
|                                                        | Broni - Stradella                                                                            | 127   |      | PV   |                |
|                                                        | "Stradella"サービスエリア                                                                    | 130.2 |      | PV   |                |
|                                                        | Castel San Giovanni                                                                          | 141   |      | PC   |                |
|                                                        | "Trebbia"サービスエリア                                                                      | 157   |      | PC   |                |
|                                                        | Piacenza ovest                                                                               | 157   |      | PC   |                |
|                                                        | Milano - Bologna Piacenza sud                                                                | 165   |      | PC   |                |
|                                                        | "Nure"サービスエリア                                                                         | 166   |      | PC   |                |
|                                                        | Caorso                                                                                       | 176   |      | PC   |                |
|                                                        | Diramazione Fiorenzuola Parma - Bologna 出口はピアチェンツァ方面のみ、入口はブレシア方面のみ | 181   |      | PC   |                |
|                                                        | Castelvetro Piacentino                                                                       | 186   |      | PC   |                |
|                                                        | "Cremona"サービスエリア                                                                      | 193.0 |      | CR   |                |
|                                                        | Cremona                                                                                      | 194.8 |      | CR   |                |
|                                                        | Pontevico                                                                                    | 210.0 |      | BS   |                |
|                                                        | Manerbio                                                                                     | 220.3 |      | BS   |                |
|                                                        | "Ghedi"サービスエリア                                                                        | 230.4 |      | BS   |                |
|                                                        | Brescia sud Raccordo autostradale Ospitaletto-Montichiari Aeroporto di Brescia-Montichiari   | 233.2 |      | BS   |                |
|                                                        | Milano - Venezia                                                                             | 237.0 |      | BS   |                |
|                                                        | Brescia centro                                                                               | 238.3 |      | BS   |                |
|                                                        | Brescia                                                                                      | 238.3 |      | BS   |                |

## A21 dir フィオレンツオーラ・ダルダ分岐路
フィオレンツオーラ・ダルダ分岐路はパダーナ道路会社が管理しており、カステルヴェトロ・ピアチェンティーノでA21本線から分岐しフィオレンツオーラ・ダルダ出入口でA1に合流している。この道路は、A21のピアチェンツァ-クレモナ-ブレシア区間が建設された時に、クレモナやブレシアからの車両がピアチェンツァジャンクションを経由せずにA1のボローニャ、フィレンツェ方面に接続するための道路として、同時に建設された。
道路延長は12kmと少しあり、片側2車線と緊急車線の構成である。数年前までは無料の接続路であったが、現在は有料道路である。唯一の中間出入口であったコルテマッジョーレは有料化に伴い廃止された。
"A21 dir"という道路名表示が、A1側など数箇所にある。しかし、この分岐路上のオーバーパス特定標識には、A21と表示されている。
| Diramazione Fiorenzuola d'Arda |                    |      |      |      |
| 種別                           | 方面               | ↓km↓ | ↑km↑ | 地域 |
|                                |                    | 0.0  | 12.3 | PC   |
|                                | Fiorenzuola d'Arda | 12.3 | 0.0  | PC   |

## 北緯45度標識
ヴォゲーラとカステッジョ-カザティズマの出入口の間に、北緯45度を示す案内看板が両車線をまたぐ形で設置されている。